# 施超
施超（1960年—），上海人，汉族，中华人民共和国政治人物、第十二届全国人民代表大会上海地区代表。
毕业于解放军南京政治学院经济管理专业，加入中国共产党。2013年，被选为全国人大代表。